# Roncus melloguensis
Roncus melloguensis är en spindeldjursart som beskrevs av Giulio Gardini 1982. Roncus melloguensis ingår i släktet Roncus och familjen helplåtklokrypare. Inga underarter finns listade i Catalogue of Life.